# Носферату (филм из 2024)
Носферату (енгл. Nosferatu) је амерички натприродни хорор филм из 2024. године, режисера и сценаристе Роберта Егерса. Римејк је истоименог немачког филма из 1922. године, заснованог на роману Дракула Брема Стокера. Главне улоге у филму тумаче Бил Скарсгорд, Николас Хоулт, Лили-Роуз Деп, Арон Тејлор Џонсон, Ема Корин и Вилем Дафо.
Развој филма је почео 2015, када је Егерс намеравао да му ово буде други дугометражни филм, али је касније одлучио да одложи продукцију. Скарсгорд и Депова су добили улоге у септембру 2022, док се Хоулт придружио пројекту наредног месеца. Филм је сниман у Прагу од фебруара до маја 2023. године.
Филм је премијерно приказан 2. децембра 2024. у Берлину, док је у америчким биоскопима изашао 25. децембра исте године, односно 2. јануара 2025. у Србији. Наишао је на позитивне рецензије критичара и зарадио преко 180 милиона долара широм света. Био је номинован за четири Оскара, у категоријама за најбољу фотографију, најбољу костимографију, најбољу сценографију и најбољу шминку.

## Радња
Под окриљем ноћи, млада девојка по имену Елен плаче док се моли, очајнички тражећи утеху од невидљивог духа како би ублажила дубоку усамљеност. Њене молитве услишава мистериозно и злокобно биће које је напада, остављајући је у грчевима и неконтролисаним нападима.
Много година касније, у зиму 1838. године, Елен живи у граду Висбург у Немачкој са својим мужем Томасом Хутером, адвокатом и агентом за некретнине. У настојању да обезбеди финансијску стабилност, Томас прихвата понуду од свог послодавца, господина Кнока, да прода Шлос Гриневалд, запуштену аристократску кућу у Висбургу, ексцентричном и повученом грофу Орлоку. Томас није свестан да је Кнок ово организовао као део окултног пакта са Орлоком.
Елен је преплављена страхом и моли Томаса да остане с њом, признајући да је пре њихове свадбе имала морбидан сан у којем се удаје за саму Смрт, са лешевима као јединим гостима, и да је у томе осећала необјашњиво задовољство. Томас одбацује њене страхове и одлази у Орлоков замак у Карпатским планинама Трансилваније, остављајући је под заштитом богатог пријатеља, Фридриха Хардинга, и његове супруге Ане. По доласку у Трансилванију, Томаса избегавају локални ромски сељани, уплашени због његове везе са Орлоком. Те ноћи, Томас сведочи сцени у којој сељани пробадају оно што тврде да је вампиров леш, користећи колац од гвожђа; леш се трза од бола и повраћа крв.
Стигавши у замак следеће вечери, Томаса дочекује нестрпљиви и застрашујући Орлок, који инсистира да одмах финализују куповину Шлос Гриневалда. На Томасово питање о сељанима и ономе чему је сведочио, Орлок реагује агресивно, а када се Томас посече ножем за хлеб, Орлок га хипнотише и пије његову крв. Следеће ноћи, Орлок узима Томасов медаљон који садржи прамен Еленине косе и тера га да потпише мистериозни документ написан на окултном писму. Прогоњен ноћним морама и заведен Орлоком у облику Елен, ослабљени и грозничави Томас захтева да се врати кући, али Орлок инсистира да остане док се не опорави. Касније, Томас проналази Орлока како спава у свом ковчегу и покушава да га убије пијуком, али Орлок се буди и зачара га, силује га и храни се његовом крвљу, остављајући га готово мртвим. Следећег јутра, бежећи од Орлокових вукова, Томас, док покушава да побегне, пада са прозора у реку. Проналазе га и негују православне монахиње у оближњој цркви, али му истовремено причају о пореклу грофа Орлока. Откривају да је он некада био црни чаробњак, Соломонар, који је склопио пакт са Ђаволом, тражећи неограничену моћ. Као цену за свој договор, Ђаво му је, након смрти, заробио душу у мртвом телу, осудивши га да вечно хода земљом као богохулно биће. Узнемирен овим сазнањем, Томас инсистира да се врати у Висбург како би заштитио Елен. У међувремену, Орлок путује ка Висбургу са сандуком пуним гробне земље и кугом зараженим пацовима, успут убијајући посаду брода.
У Висбургу Елен пати од напада месечарења и конвулзија које др Вилхелм Зиверс тешко лечи. Како се њено стање погоршава, Зиверс се консултује са својим ментором, Албином Еберхартом фон Францом, бриљантним научником изопштеним из Швајцарске због својих окултних веровања. Фон Франц закључује да је Елен под утицајем Носфератуа, демонског, кугуносног вампира. Фридрих остаје скептичан, верујући да су њени симптоми узроковани тескобом због Томасовог одсуства. У међувремену, Кнок је институционализован након радосног дивљања, а и он и Елен проричу Орлоков долазак. Зиверс и Фон Франц схватају да на обоје утиче исти злокобни дух. Претражујући Кнокову канцеларију и откривају да је Орлок заправо Носферату. 
Томас се враћа у Висбург у исто време када Орлоков долазак донесе кугу. Кнок бежи из притвора, убија портира и доводи Орлока у Шлос Гриневалд. Орлок се Елен указује у сну, исмевајући је тврдећи да је преварио Томаса да потпише папире за развод. Упозорава је да мора да одобри развод у року од два дана и поново потврди пакт који је склопила кад га је као дете призвала, иначе ће убити Томаса и пустити да куга прогута Висбург. Томас је шокиран открићем о Елениној прошлости са Орлоком, а она га критикује због његове слабости и чињенице да је допустио да га Орлок обљуби. Затим, изненађујући га, насилно га заводи како би Орлок видео, након чега Орлок у освети брутално убија Ану и њене младе ћерке како би показао своју моћ. 
Фон Франц предлаже експедицију са Томасом и Зиверсом како би уништили Орлоково почивалиште у Шлос Гриневалду, али из својих окултних истраживања, тајно теоретише да Носферату може бити уништен само добровољном жртвом девојке чисте душе. Фон Франц и Елен осмишљавају план да заробе Орлока и држе Томаса даље од ње (како би га спасили), јер је она одлучила да се жртвује како би спасила град. Кратко потом, Фридрих, схрван тугом, умире од куге док извршава некрофилију над телом своје жене, а када га открију Зиверс, Томас и Фон Франц, спаљују породичну гробницу. Тројица мушкараца неочекивано проналазе Кнока у Орлоковом ковчегу и убијају га; Фон Франц потом спаљује крипту. Међутим, Томас схвата да је експедиција била одвлачење пажње и жури назад да спасе Елен. Она призива Орлока у своју собу, где он пије њену крв до изласка сунца, када га сунчева светлост убија. Томас упада у собу и затиче Елен на самрти. Држи је за руку док она умире, окончавајући тако Орлоков терор и кугу која је мучила Висбург.

## Улоге
| Глумац             | Улога                             |
| ------------------ | --------------------------------- |
| Бил Скарсгорд      | гроф Орлок                        |
| Николас Хоулт      | Томас Хутер                       |
| Лили-Роуз Деп      | Елен Хутер                        |
| Арон Тејлор Џонсон | Фридрих Хардинг                   |
| Ема Корин          | Ана Хардинг                       |
| Вилем Дафо         | професор Албин Еберхарт фон Франц |
| Ралф Ајнесон       | др Вилхелм Зиверс                 |
| Сајмон Макберни    | Кнок                              |